# حياة كرونك الجديدة
حياة كرونك الجديدة (بالإنجليزية: Kronk's New Groove)‏ هو فيلم كوميدي تم إنتاجه في الولايات المتحدة كتكملة لفيلم حياة الإمبراطور الجديدة وصدر في سنة 2005. من بطولة باتريك واربورتون / تريسي أولمان / إيرثا كيت / جون غودمان / ديفيد سبيد.

## وصلات خارجية
- حياة كرونك الجديدة على موقع IMDb (الإنجليزية)
- حياة كرونك الجديدة على موقع روتن توميتوز (الإنجليزية)
- حياة كرونك الجديدة على موقع نتفليكس (الإنجليزية)
- حياة كرونك الجديدة على موقع قاعدة بيانات الأفلام العربية
- حياة كرونك الجديدة على موقع ألو سيني (الفرنسية)
- حياة كرونك الجديدة على موقع Turner Classic Movies (الإنجليزية)
- حياة كرونك الجديدة على موقع أول موفي (الإنجليزية)
- حياة كرونك الجديدة على موقع فيلمافينيتي (الإسبانية)
- حياة كرونك الجديدة على موقع قاعدة بيانات الأفلام السويدية (السويدية)
- حياة كرونك الجديدة على موقع قاعدة بيانات الفيلم (الإنجليزية)